# North Havant
North Havant var en civil parish från 1902 till 1932 då den blev en del av Rowlands Castle och Havant, i grevskapet Hampshire, i England. Civil parish var belägen 15 km från Petersfield och hade 753 invånare år 1931.